# Paweł Prachtel-Morawiański
Paweł Prachtel-Morawiański (ur. 28 grudnia 1870 lub 1871 lub 1874 we Lwowie, zm. prawd. 1940–1945) – polski inżynier i urzędnik kolejowy.

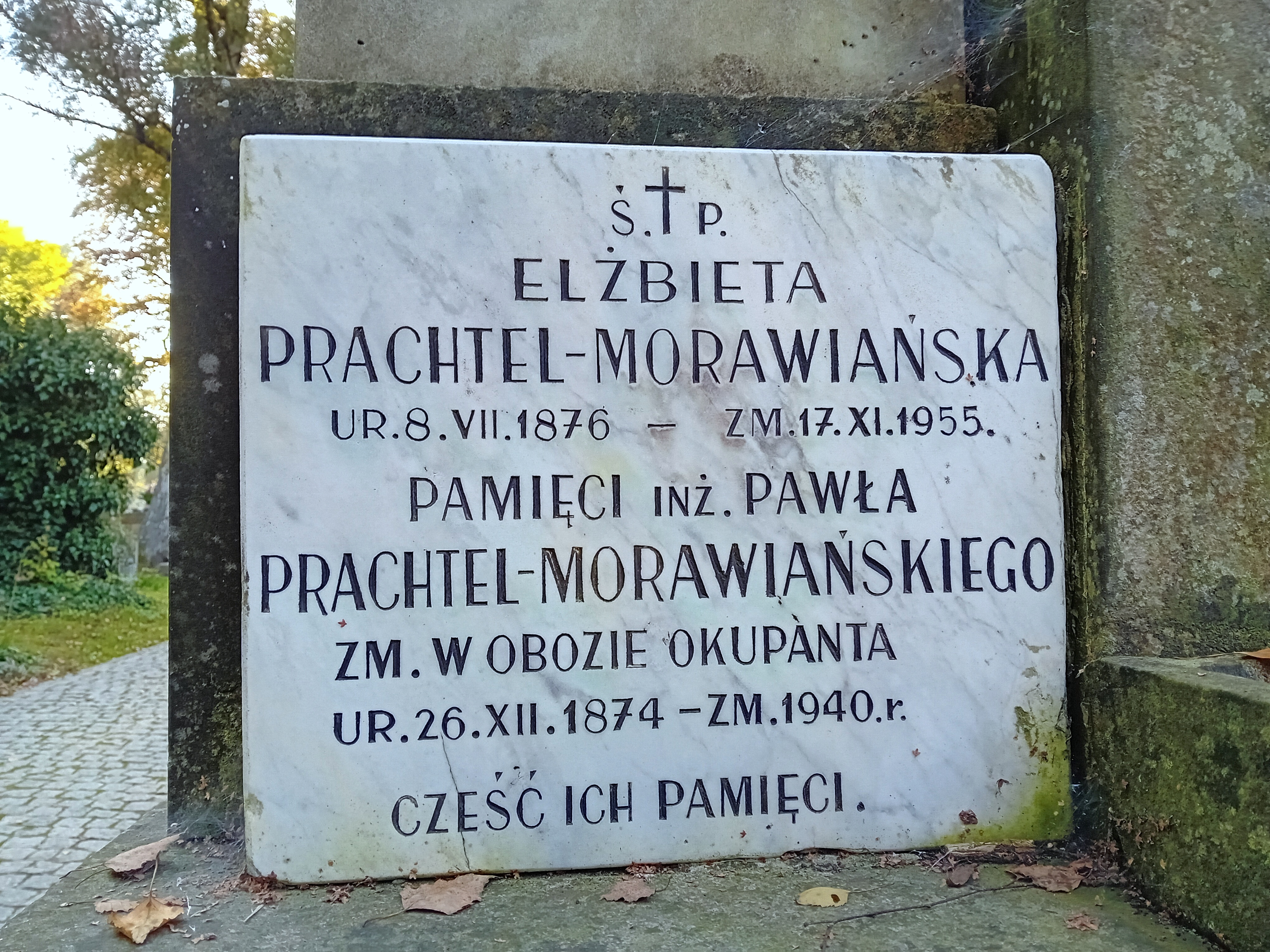
Tablica nagrobna w Krakowie

## Życiorys
Był synem dr. Józefa Prachtel-Morawiańskiego (1837–1907, prokurator w Przemyślu) i Józefy (1840–1895).
Uczył się w gimnazjum w Przemyślu. Ukończył studia na Wydziale Inżynierii Szkoły Politechnicznej we Lwowie. W połowie 1893 złożył egzamin rządowy z działu inżynierii. Od 1895 przez 1,5 roku był asystentem w Katedrze Geodezji na macierzystej uczelni, pracując jednocześnie w tym charakterze w tamtejszym Muzeum Geodezji. Od 1896 pracował w służbie państwowej. Jako inżynier działał przy regulacji rzeki San. Od 1897 był urzędnikiem w służbie kolejowej. Przez siedem lat funkcjonował przy projektowaniu i realizacji budów w Okręgu Dyrekcji Kolei w Stanisławowie. Następnie pracował w Ministerstwie Kolei w Wiedniu jako referent dla spraw budowlanych galicyjskich kolei państwowych. W 1911 w randze c. k. radcy budownictwa był zastępcą delegata Ministerstwa Kolejowego w Komisji Regulacji Rzek Galicji. Od 1914 do stycznia 1916 był zastępcą szefa Departamentu dla Inwestycyj Kolejowych. Następnie został mianowany dyrektorem kolei w Stanisławowie, mianowany w miejsce Stelzera, i objął obowiązki 26 lutego 1916 podczas I wojny światowej.
Po odzyskaniu przez Polskę niepodległości sprawował stanowisko dyrektora Dyrekcji Kolei Państwowych w Krakowie od 29 kwietnia 1920. W 1924 był inicjatorem ufundowania chorągwi 1 pułku saperów kolejowych, został przewodniczącym komitetu fundacyjnego, a w 1925 m.in. wraz z żoną Elżbietą został jednym z rodziców chrzestnych chorągwi. Ze stanowiska dyrektora krakowskiej DKP w połowie 1925 został przeniesiony na funkcję dyrektora Dyrekcji Kolei Państwowych we Lwowie (zamieniony stanowiskami z inż. Karolem Barwiczem) i pełnił je w kolejnych latach. Podczas jego urzędowania w Krakowie i we Lwowie trwały pracy przy odbudowie infrastruktury kolejowej ze zniszczeń wojennych. Kierował organem wykonawczym Wystawy Komunikacyjnej podczas Targów Wschodnich we Lwowie w 1927. Z dniem 1 lipca 1931 został przeniesiony w stan spoczynku.
W Wojsku Polskim został awansowany do stopnia podporucznika rezerwy artylerii ze starszeństwem z  dniem 1 czerwca 1919. W 1923 był oficerem rezerwowym Dywizjonu Artylerii Zenitowej w Warszawie, a po przekształceniu jednostki w 1 pułk artylerii przeciwlotniczej, był w 1924 oficerem pospolitego ruszenia.
Był wiceprezesem Polskiego Towarzystwa Politechnicznego we Lwowie.
Zamieszkiwał przy ulicy Zofii Chrzanowskiej we Lwowie. Po zakończeniu II wojny światowej w 1946 na wniosek żony Elżbiety Sąd Grodzki we Lwowie zarządził postępowanie o uznanie za zmarłego Pawła Prachtel Moriawiańskiego. W uzasadnieniu podano, iż 13 kwietnia 1940 miał zostać aresztowany we Lwowie przez Niemców i jego dalsze losy były nieznane. Jednak wówczas Lwów pozostawał pod okupacją sowiecką do połowy 1941.
Jego żoną została Elżbieta z domu Kopcińska, a ich synem był Juliusz Prachtel-Morawiański (prawnik, powstaniec warszawski).

## Upamiętnienie
Symboliczna tablica upamiętniająca Pawła Prachtela-Morawiańskiego została umieszczona na grobowcu rodziny Kruków na Cmentarzu Rakowickim w Krakowie, gdzie spoczęła jego żona Elżbieta (1876-1955); wpisano tam słowa „zm. w obozie okupanta” i podano rok 1940.
Jego imieniem nazwano ulicę w krakowskiej dzielnicy XII.

## Ordery i odznaczenia
- Krzyż Komandorski Orderu Odrodzenia Polski (2 maja 1923)[3][30][31]
- Medal Dziesięciolecia Odzyskanej Niepodległości[3]
- Krzyż Komandorski Orderu Gwiazdy Rumunii[3]
- Odznaka Honorowa Polskiego Czerwonego Krzyża II stopnia (1935)[32]